# 1988 en chimie
Cet article présente les faits marquants de l'année 1988 en chimie.

## Évènements
- 20e Olympiades Internationales de Chimie, organisées à Espoo en Finlande du 2 juillet au 9 juillet[1].
- E. C. Slater devient président de l'Union internationale de biochimie jusqu'en 1991[2].
- Le couplage de Hiyama est décrit pour la première fois par Yasuo Hatanaka et Tamejiro Hiyama[3].

## Prix
- Prix Nobel de chimie : Johann Deisenhofer, Robert Huber et Hartmut Michel pour la détermination de la structure tridimensionnelle d'un site de la réaction photosynthétique[4].
- Prix Wolf de chimie : Joshua Jortner et Raphael D. Levine « pour leurs études théoriques incisives élucidant l'acquisition et la disposition d'énergie dans les systèmes moléculaires et les mécanismes de sélectivité et spécificité dynamique »[5].
- Prix Procter & Gamble : Howard Brenner[6]
- Prix Anselme-Payen : Bengt Ranby[7]
- Médaille Garvan-Olin : Marye Anne Fox[8]
- Prix Ernest-Guenther : Paul Wender[9]
- ACS Award in Pure Chemistry : Jacqueline Barton[10]
- Prix Arthur C. Cope : Kenneth B. Wiberg[11]
- Prix Irving-Langmuir : Richard B. Bernstein[12]
- Médaille Priestley : Frank H. Westheimer[13],[14],[15]
- Médaille Davy : John Pople en reconnaissance de ses nombreuses contributions à la chimie théorique, en particulier le développement et l'application de techniques de calcul des fonctions d'onde moléculaires et de propriétés[16],[17].
- Prix Alfred-Bader : Stephen Hanessian[18]
- Grand prix Pierre-Süe : René Poilblanc[19]
- Grand prix Achille-Le-Bel : Jacqueline Seyden-Penne[20]
- Claude S. Hudson Award in Carbohydrate Chemistry : Leslie Hough[21]
- Médaille William-H.-Nichols : Ralph F. Hirschmann[22]

## Décès
- 19 juin : Fernand Seguin (né en 1922), biochimiste québécois.
- 19 octobre : Edgar Lederer (né en 1908), biochimiste français.
- 15 décembre : Leonid Andrussow (né en 1896), ingénieur et chimiste allemand.